# Conduelo Píriz
Conduelo Píriz (Durazno, 9 ottobre 1904 – 25 dicembre 1976) è stato un calciatore uruguaiano, di ruolo centrocampista. Campione del Mondo con la Nazionale uruguaiana nel 1930.

## Biografia
La famiglia Píriz era originaria di Durazno. Conduelo era fratello di Juan Píriz: anch'egli vestì la maglia della Nazionale uruguaiana.

## Carriera
Giocò nel Nacional Montevideo.
Con l'Uruguay vinse la medaglia d'oro al primo Campionato mondiale di calcio del 1930, competizione in cui non scese mai in campo.

## Palmarès

### Nazionale
- Campionato mondiale: 1

Uruguay 1930